# Epidendrum neogaliciensis
Epidendrum neogaliciensis är en orkidéart som beskrevs av Eric Hágsater och Roberto González Tamayo. Epidendrum neogaliciensis ingår i släktet Epidendrum och familjen orkidéer. Inga underarter finns listade i Catalogue of Life.